# 夏道止
夏道止（1934年—），男，江苏泰州人，中国电力系统专家，曾任西安交通大学教授、博士生导师。